# Dehtáry (Cetenov)
Dehtáry (německy Dechtar) je malá vesnice, část obce Cetenov v okrese Liberec. Nachází se asi 1 km na sever od Cetenova. Je zde evidováno 15 adres. Trvale zde žije 13 obyvatel.
Dehtáry leží v katastrálním území Cetenov o výměře 4,06 km2.

## Historie
První písemná zmínka o obci pochází z roku 1419.

## Galerie

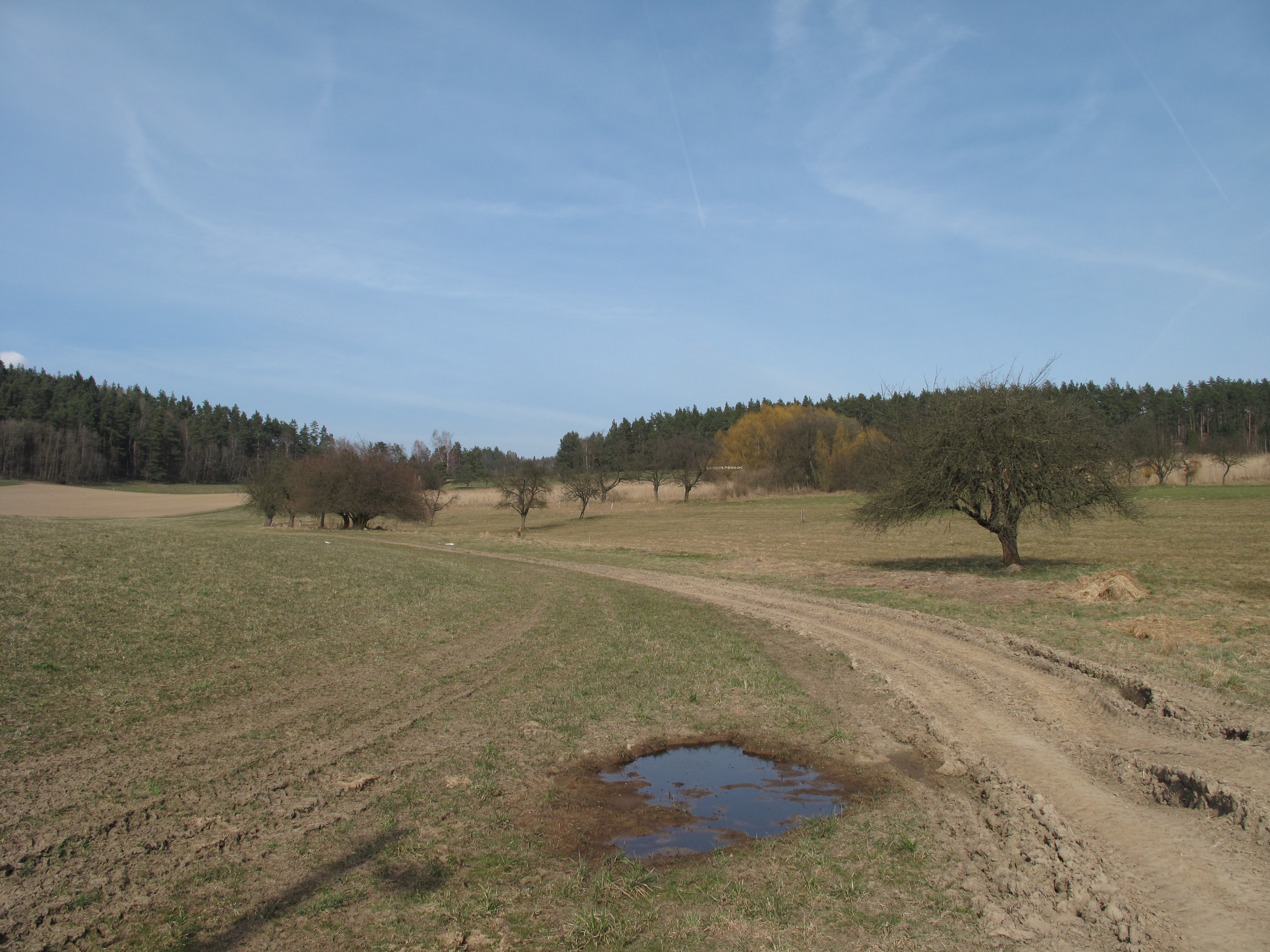
Sad
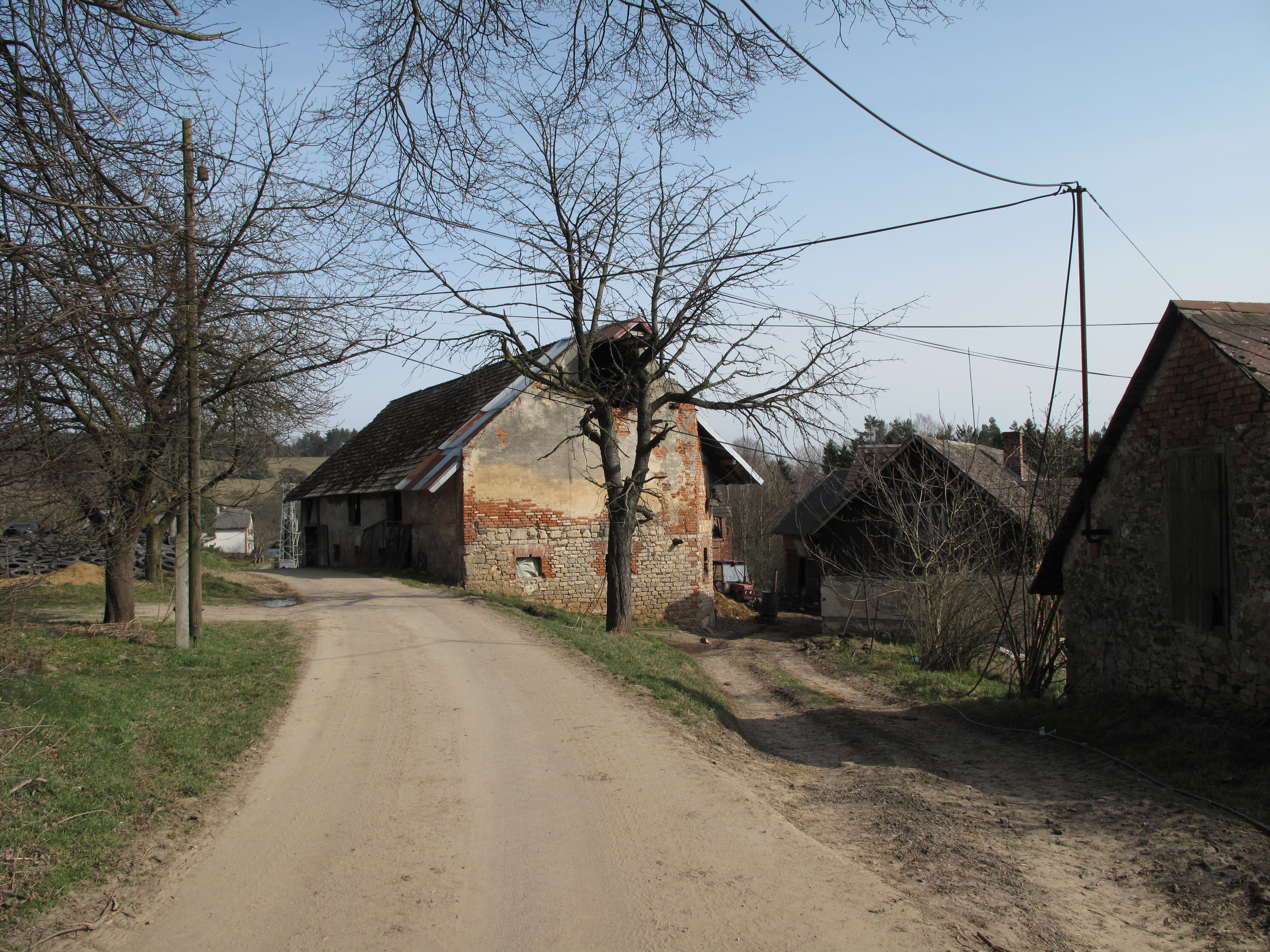
Statek
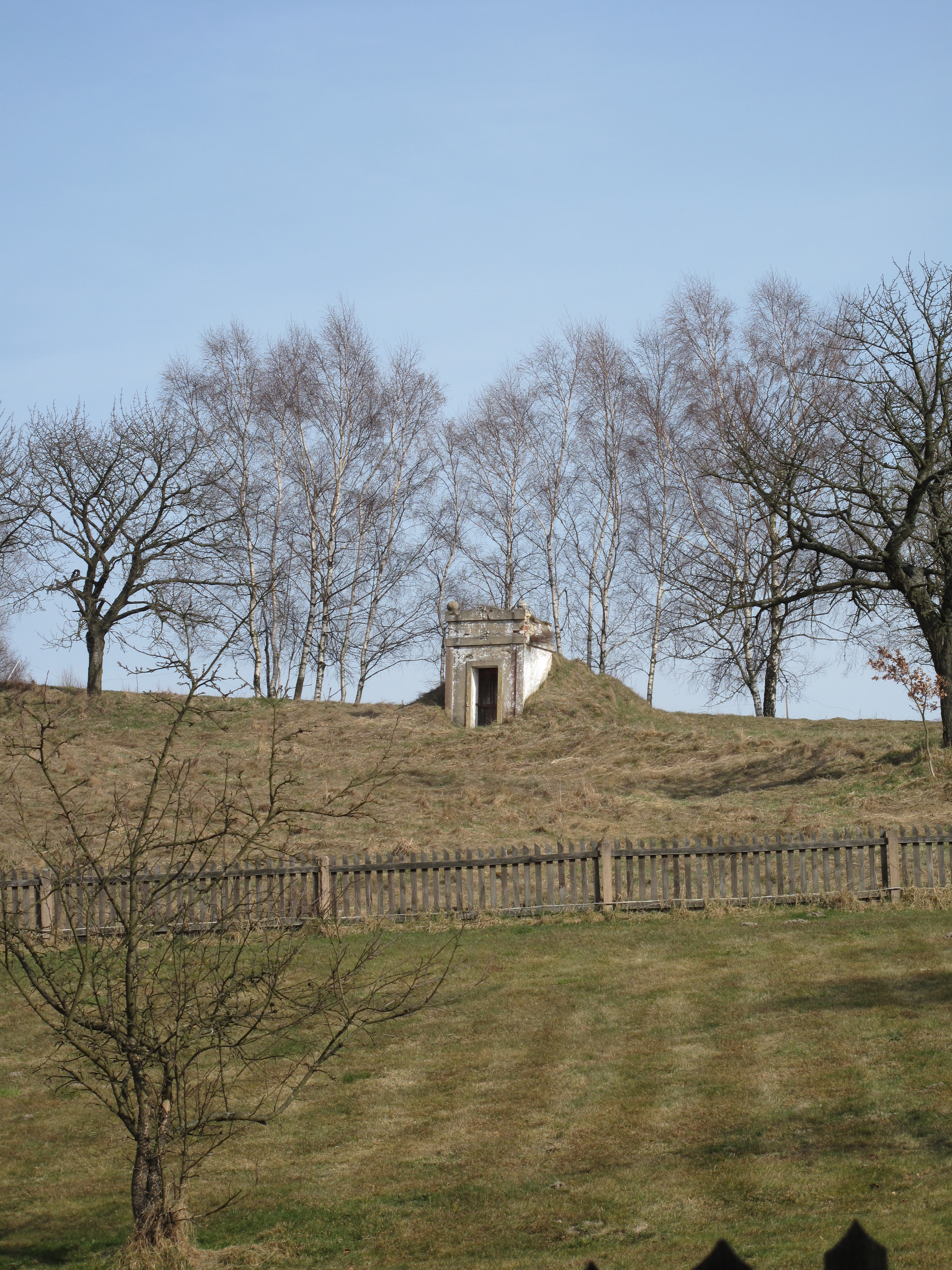
Stará vodárna
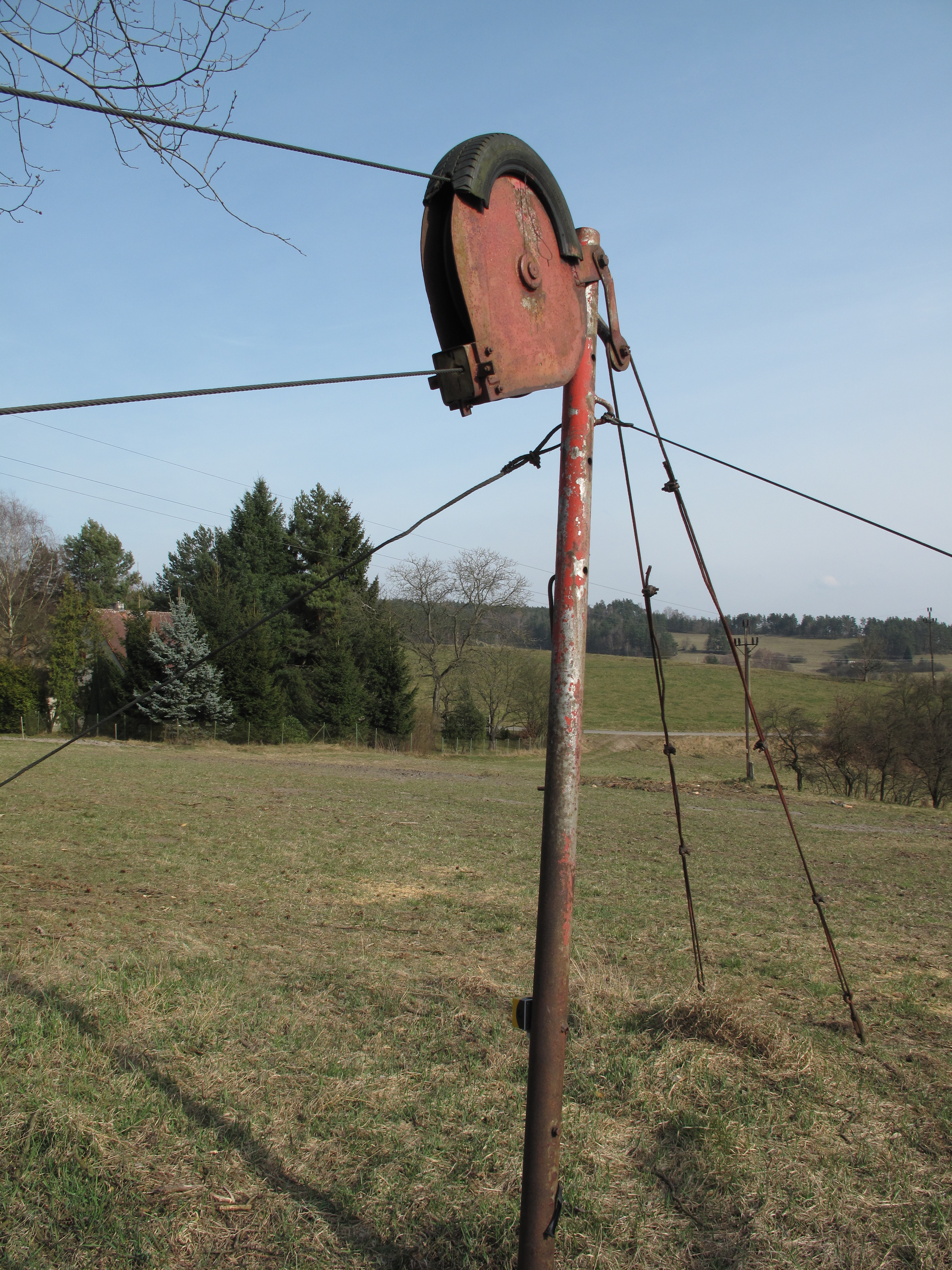
Vlek